# Авачинська Сопка
Авачи́нська Со́пка, Авача (рос. Ава́чинская со́пка) — один з діючих вулканів на південному сході півострова Камчатка, розташований на північ від міста Петропавловська-Камчатського.
Висота 2 741 м. Вершина конусоподібна, постійно вкрита снігом.
Конус складений базальтовими і андезитовимы лавами, туфами і шлаком. Діаметр кратера — 400 м, присутні численні фумароли.
Часті виверження, (одне з найсильніших — 1945 року, останнє 2001 року). Кратер постійно димить. Нижні схили вулкана покриті лісами, у верхній частині — льодовики і сніжники.
Біля підніжжя — вулканологічна станція Інституту вулканології Далекосхідного відділення РАН.